# Cilunculus profundus
Cilunculus profundus là một loài nhện biển trong họ Ammotheidae. Loài này thuộc chi Cilunculus. Cilunculus profundus được miêu tả khoa học năm 1949 bởi Hedgpeth.